# Ventridens monodon
Ventridens monodon är en snäckart som beskrevs av Leslie Raymond Hubricht 1964. Ventridens monodon ingår i släktet Ventridens och familjen Zonitidae. Inga underarter finns listade i Catalogue of Life.